# Schweizer Fussballnationalmannschaft (U-17-Junioren)
Die Schweizer U-17-Fussballnationalmannschaft ist die Auswahlmannschaft der U-17-Junioren des Schweizerischen Fussballverbands. Spielberechtigt sind Spieler, die ihr 17. Lebensjahr noch nicht vollendet haben und die schweizerische Staatsangehörigkeit besitzen. Bei Turnieren ist das Alter beim ersten Qualifikationsspiel massgeblich.

## Erfolge
- Europameister: 2002
- Weltmeister: 2009

## U-17-Weltmeisterschaften
| Jahr | Runde              |
| ---- | ------------------ |
| 1985 | nicht qualifiziert |
| 1987 | nicht qualifiziert |
| 1989 | nicht qualifiziert |
| 1991 | nicht qualifiziert |
| 1993 | nicht qualifiziert |
| 1995 | nicht qualifiziert |
| 1997 | nicht qualifiziert |
| 1999 | nicht qualifiziert |
| 2001 | nicht qualifiziert |
| 2003 | nicht qualifiziert |
| 2005 | nicht qualifiziert |
| 2007 | nicht qualifiziert |
| 2009 | Weltmeister        |
| 2011 | nicht qualifiziert |
| 2013 | nicht qualifiziert |
| 2015 | nicht qualifiziert |
| 2017 | nicht qualifiziert |
| 2019 | nicht qualifiziert |
| 2021 |                    |
| 2023 | nicht qualifiziert |

Die Auswahl des SFV qualifizierte sich 2009 erstmals für eine U-17-Fussball-Weltmeisterschaft und gewann auch dieses Turnier bei der ersten Teilnahme, wobei die  Schweizer sämtliche sieben Spiele, mit einem Gesamtscore von 18:7, gewinnen konnten. Trainer der Mannschaft war Dany Ryser.
In der Gruppenphase besiegte das Team Mexiko mit 2:0, Japan mit 4:3 und Brasilien mit 1:0.
In den Achtelfinals traf man auf den amtierenden Europameister Deutschland, der in der Verlängerung mit 4:3 besiegt werden konnte, im Viertelfinal traf man auf Italien, die Schweiz gewann mit 2:1.
Kolumbien hiess der Gegner im Halbfinal, die U-17 landete dabei einen ungefährdeten 4:0-Erfolg und zog als Debütant in den Final ein, in dem Gastgeber und Titelverteidiger Nigeria wartete.
In einem spannenden Final setzte sich die Schweiz schlussendlich mit 1:0 durch und wurde bei der Erstteilnahme auf Anhieb Weltmeister. Das Siegestor im Final erzielte Haris Seferović, der mit seinem fünften Tor mit dem Torschützenkönig des Turniers gleichzog, jedoch aufgrund der längeren Spielzeit auf dem vierten Platz geführt wurde.
Benjamin Siegrist wurde als bester Torhüter des Turniers ausgezeichnet und erhielt den goldenen Handschuh. Der vierfache Torschütze Nassim Ben Khalifa wurde zum zweitbesten Spieler des Turniers gewählt und gewann den silbernen Ball.
Im Schweizer Fernsehen wurde das Finalspiel von durchschnittlich 1,007 Mio. Zuschauern verfolgt und kam damit auf Platz 3 der meistgesehenen Sportsendungen 2009.

## U-17-Europameisterschaften
| Jahr | Runde                |      | Jahr               | Runde |                    | Jahr | Runde |
| 1982 | nicht qualifiziert   | 1999 | Vorrunde           | 2015  | nicht qualifiziert |      |       |
| 1984 | nicht qualifiziert   | 2000 | nicht qualifiziert | 2017  | nicht qualifiziert |      |       |
| 1985 | nicht qualifiziert   | 2001 | Vorrunde           | 2018  | Gruppenphase       |      |       |
| 1986 | nicht qualifiziert   | 2002 | Europameister      | 2019  | nicht qualifiziert |      |       |
| 1987 | nicht qualifiziert   | 2003 | nicht qualifiziert | 2022  | nicht qualifiziert |      |       |
| 1988 | nicht qualifiziert   | 2004 | nicht qualifiziert | 2023  | Viertelfinale      |      |       |
| 1989 | Vorrunde             | 2005 | Gruppenphase       | 2024  | nicht qualifiziert |      |       |
| 1990 | nicht qualifiziert   | 2006 | nicht qualifiziert |       |                    |      |       |
| 1991 | Vorrunde (Gastgeber) | 2007 | nicht qualifiziert |       |                    |      |       |
| 1992 | nicht qualifiziert   | 2008 | Gruppenphase       |       |                    |      |       |
| 1993 | Viertelfinale        | 2009 | Halbfinal          |       |                    |      |       |
| 1994 | Vorrunde             | 2010 | Gruppenphase       |       |                    |      |       |
| 1995 | nicht qualifiziert   | 2011 | nicht qualifiziert |       |                    |      |       |
| 1996 | Vorrunde             | 2012 | nicht qualifiziert |       |                    |      |       |
| 1997 | 4. Platz             | 2013 | Gruppenphase       |       |                    |      |       |
| 1998 | nicht qualifiziert   | 2014 | Gruppenphase       |       |                    |      |       |

Bis 2001 wurde keine U-17, sondern eine U-16-Europameisterschaft ausgetragen. Bestes Resultat einer Schweizer U-16 war der 4. Platz 1997.
Die U-17 qualifizierte sich 2002 erstmals für eine Europameisterschaft und wurde auf Anhieb zum ersten und bislang einzigen Mal Europameister.
Dabei gewann die Auswahl sämtliche Spiele in ihrer Gruppe, die Ukraine wurde mit 3:1, Portugal mit 1:0 und Frankreich mit 2:1 besiegt.
Im Achtelfinal wurde Georgien mit 3:0 geschlagen, im Halbfinal setzte man sich mit dem gleichen Resultat gegen England durch und im Final besiegte man Frankreich erneut, dieses Mal allerdings erst mit 4:2 im Elfmeterschiessen, nach 90 und 120 Minuten hatte es jeweils 0:0 gestanden.
2005 und 2008 qualifizierte man sich erneut für eine EM, scheiterte jedoch in der Gruppenphase.
2009 qualifizierte sich die Schweizer U-17 zum vierten Mal für eine Europameisterschaft. In der Gruppenphase spielte man gegen Frankreich 1:1, Italien wurde mit 3:1 besiegt und gegen Spanien resultierte ein 0:0.
In den Halbfinals scheiterte die U-17 mit 1:2 an den Niederlanden.
2010 vermochte sich die Mannschaft zum dritten Mal in Serie für die Europameisterschaft zu qualifizieren. Sie setzte sich in der Eliterunde im eigenen Land gegen Deutschland (dank eines 1:0-Sieges im Direktduell), Serbien und Ungarn durch.